# Леонид (Горбачёв)
Митрополи́т Леони́д (в миру Леони́д Эдуа́рдович Горбачёв; род. 26 октября 1968, Ставрополь) — архиерей Русской православной церкви на покое. В прошлом Патриарший экзарх Африки (2021—2023) и настоятель патриаршего подворья храма Всех Святых на Кулишках города Москвы (2021—2023), временный управляющий Ереванско-Армянской епархией (2021—2023), митрополит Клинский (2021—2023).

## Биография

### Образование и начало церковного служения
Родился 26 октября 1968 года в Ставрополе. С 1970 года семья жила в Краснодаре. В 1985 году окончил среднюю школу.
В 1985—1986 годах — лаборант кафедры аэродинамики и динамики полётов в УЛО в/ч 26265. В эти же годы — пономарь Георгиевского храма Краснодара.
В 1986—1988 годах — на действительной военной службе в Вооружённых силах СССР.
В 1988—1989 годах — чтец-певец Георгиевского храма Краснодара и иподиакон епископа Екатеринодарского и Кубанского Исидора (Кириченко).
В 1989—1992 годах обучался в Ленинградской духовной семинарии.
8 апреля 1990 года рукоположён во диакона. 18 июня 1990 года пострижен в монашество, а 8 октября 1990 года рукоположён во иеромонаха.
В 1990—1997 годах — штатный клирик кафедрального Екатерининского собора в Краснодаре. В 1995—1997 годах — ключарь этого собора.
С 1997 года — сотрудник Синодального отдела по взаимодействию с Вооружёнными силами и правоохранительными учреждениями (Москва).
С марта по сентябрь 1998 года находился в служебной командировке в составе российской отдельной воздушно-десантной бригады контингента миротворческих сил ООН в Боснии и Герцеговине (UNMIBH), где, как он впоследствии вспоминал, пришлось столкнуться с «невиданной до этого вопиющей несправедливостью в отношении целого православного народа».
С октября 1998 года по сентябрь 2002 года обучался на богословском отделении Афинского национального университета имени Каподистрии, являлся заштатным клириком русского нижнего храма великомученика Пантелеимона в Айос-Панделеимонас в Афинах в Греции.
С октября 2002 года — сотрудник секретариата межправославных отношений отдела внешних церковных связей Московского патриархата.
30 июля 2003 года решением Священного синода Русской православной церкви назначен членом Русской духовной миссии в Иерусалиме.
24 декабря 2004 года решением Священного синода освобождён от должности члена Русской духовной миссии в Иерусалиме и назначен настоятелем подворья Русской православной церкви в Александрии и храма Димитрия Солунского в Каире, представителем патриарха Московского и всея Руси при патриархе Александрийском и всей Африки.
25—29 сентября 2007 года в составе делегации Русской православной церкви присутствовал на торжествах, посвящённых 2000-летию от Рождества Христова по эфиопскому календарю.
В июне 2009 года присутствовал на встрече патриарха Александрийского Феодора II и президента Российской Федерации Дмитрия Медведева в Каире.
11 апреля 2010 года на подворье Московского патриархата в Каире патриархом Московским Кириллом во время его визита в Александрийский патриархат возведён в сан архимандрита.
Служа в Египте, застал начало «арабской весны»: «Я застиг и благоденственные времена, когда в Египте были тишь и благодать, а на курортах этой страны во множестве бывали наши соотечественники — до 3 миллионов человек в год. Но 25 января 2011 года внесло свои жесточайшие коррективы — от мирной жизни не осталось и следа. Площадь Тахрир, безумные, неуправляемые толпы, гибель людей… Я уж не говорю о том, что разрушали храмы, убивали священников. Что было возможно в тех условиях, мы делали. Был организован кризисный штаб при Посольстве России, в который входил и я, — прежде всего, старались снизить уровень тревоги, не допустить паники. Надо отдать должное нашим дипломатам — они в этой обстановке действовали чётко, ни про кого не забывали. Мы со своей стороны тоже прилагали все усилия: вывозили прихожан из неблагополучных районов, где шла стрельба и обстановка была близка к хаосу, обеспечивали их временным жильём. Но самое главное, конечно, было поддержать людей морально и духовно».

### Архиерейство
29 мая 2013 года решением Священного синода Русской православной церкви избран епископом Аргентинским и Южноамериканским.
11 июня 2013 года наречён во епископа в патриаршей и синодальной резиденции Данилова монастыря. Чин наречения возглавил патриарх Кирилл.
17 июня 2013 года в храме Святого Игоря Черниговского в Переделкине был хиротонисан во епископа Аргентинского и Южноамериканского. Хиротонию совершили патриарх Кирилл, митрополит Саранский и Мордовский Варсонофий (Судаков), митрополит Волоколамский Иларион (Алфеев), архиепископ Истринский Арсений (Епифанов), архиепископ Егорьевский Марк (Головков), епископ Солнечногорский Сергий (Чашин), епископ Подольский Тихон (Зайцев).
16 июля 2013 года был освобождён от должности представителя патриарха Московского при патриархе Александрийском. В августе передал дела на Александрийском подворье иерею Виктору Кулаге (выпускнику МинДА, магистру теологии богословского факультета Афинского Университета) и отбыл в Южную Америку.
Посетил все двадцать стран вверенной ему епархии. Епархия в это время переживала рост, но сталкивалась с серьёзными сложностями: дефицитом духовенства, отсутствием юридической регистрации приходов, хронической нехваткой средств, наличием приходов, не принявших Акта о каноническом общении в 2007 году. При этом российских предприятий и состоятельных соотечественников, способных оказывать благотворительную помощь, в Латинской Америке было очень мало.
3 июня 2016 года решением Священного синода Русской православной церкви назначен епископом Владикавказским и Аланским. 24 июня прибыл в епархию. На встрече с врио главы Северной Осетии Вячеславом Битаровым он отметил: «Святая Осетинская земля приняла меня как родного, как близкого человека. Я прислан на кафедру республиканского значения, на кафедру с прекрасной историей, на кафедру, которой можно гордиться, исходя из глубокой корневой системы самого народа Алании».
В октябре 2016 года прекратил деятельность Владикавказского духовного училища в связи с тем, что в нём так и не был организован полноценный учебный процесс, отвечающий современным требованиям системы образования, что требовала проводимая реформа духовных школ Русской православной церкви. Вместе с тем, той же осенью между Владикавказской епархией и Северо-Осетинским государственным университетом была достигнута договорённость об открытии при этом вузе теологического отделения.
27 декабря 2016 года решением Священного синода назначен управляющим образованными тогда же Патриаршими приходами в Армении.
15 февраля 2017 года встретился с католикосом всех армян Гарегином II. Стороны затронули вопросы регистрации Русской православной церкви в Республике Армения и выделения земельного участка для строительства кафедрального собора. Католикос всех армян засвидетельствовал готовность всячески содействовать Русской православной церкви и епископу Леониду.
4 декабря 2017 года в соответствии с новым положением о наградах патриархом Кириллом возведён в сан архиепископа.
17 октября 2019 года на внеочередном заседании Священного синода назначен заместителем председателя отдела внешних церковных связей с сохранением должности правящего архиерея Владикавказской епархии.
Решением Священного синода от 29 октября 2019 года (журнал № 137) назначен сопредседателем рабочей группы по координации двусторонних отношений между Русской православной церковью и Маланкарской церковью.
Решением Священного синода от 11 марта 2020 года (журнал № 19) назначен сопредседателем Комиссии по диалогу между Русской православной церковью и Эфиопской церковью.
24 сентября 2021 года решением Священного синода освобождён от управления Владикавказской епархией и должности священноархимандрита Аланского Успенского монастыря с выражением благодарности за понесённые труды; назначен викарием патриарха Московского и всея Руси с титулом «Клинский», с пребыванием в Москве. Кроме того, ввиду «многочисленных обращений клириков Александрийской Православной Церкви в адрес Святейшего Патриарха Московского и всея Руси Кирилла с просьбой о принятии их под омофор Московского Патриархата», ему поручено «по тщательном изучении поступивших обращений представить предложения Священному Синоду».
Указом патриарха Кирилла от 11 октября 2021 года назначен настоятелем патриаршего подворья — храма Всех Святых на Кулишках города Москвы.
15 октября 2021 года решением Священного синода в связи с образованием Ереванско-Армянской епархии назначен её управляющем с сохранением за ним должности заместителя председателя отдела внешних церковных связей (ОВСЦ).
В декабре 2021 года защитил выпускную квалификационную работу магистра на тему: «Международно-правовая защита христианских меньшинств на Ближнем Востоке и в Северной Африке» (Российский университет дружбы народов, Юридический институт, кафедра международного права).
7 января 2022 года в кафедральном соборном Храме Христа Спасителя в Москве патриархом Кириллом был возведён в сан митрополита.

### Патриарший экзарх Африки
29 декабря 2021 года, в связи с признанием Александрийским патриархом Православной церкви Украины в декабре 2019 года и многочисленными обращениями от священников из Африки, недавно считавшейся канонической территорией Александрийского патриархата, с просьбой о переходе в РПЦ, решением Священного синода назначен митрополитом Клинским, патриаршим экзархом Африки с поручением управления Северо-Африканской епархией и временного управления Южно-Африканской епархией и освобождением от должности заместителя председателя ОВЦС и сохранением временного управления Ереванско-Армянской епархией.
22 ноября 2022 года Священный синод Александрийской православной церкви в связи с этим принял решение о «лишении епископского сана» за «ряд канонических нарушений». Митрополит Леонид заявил, что это решение «канонически ничтожно» и абсолютно никак не отразится на его служении: «На моей работе это не отразится от слова „совсем“. Эти розовые греческие мечты идут в последнее время в одном тренде с заявлениями ведущих западных политиков мирового уровня, когда гинеколог „строит“ и возглавляет Совет Европы, домохозяйка командует армией и прочее. Лишить меня сана может только та Церковь, в которой я несу своё служение. …это всё равно, как если бы президент России своим указом уволил министра обороны Великобритании». 29 декабря 2022 года Священный Синод РПЦ, реагируя на это постановил: «исходя из укорененного в канонах и традиции общепризнанного принципа неподсудности клириков одной автокефальной Церкви суду другой автокефальной Церкви, считать решение Синода Александрийского Патриархата об „извержении из сана“ Патриаршего экзарха Африки митрополита Клинского Леонида и все иные подобные решения в отношении клириков Русской Православной Церкви не имеющими канонической силы и недействительными».
В начале февраля 2023 года Священный синод Элладской православной церкви признал решения Александрийского Патриархата и официально сообщил о низложении «бывшего митрополита Леонида» за грубое вторжение Московского Патриархата в юрисдикцию Александрийского патриархата. 24 февраля 2023 года в ответ на поступившее письмо от Александрийского Патриарха Феодора II Синод Болгарской православной церкви постановил «воздержаться» от богослужения с митрополитом Клинским Леонидом (Горбачевым). Синод также учредил комиссию для изучения «проблем на территории Александрийского патриархата».
8 сентября 2023 года указом Патриарха Московского и всея Руси Кирилла отстранен от должности настоятеля патриаршего подворья — храма Всех Святых на Кулишках города Москвы.
11 октября 2023 года решением Священного синода Московского патриархата согласно поданному прошению уволен от управления Патриаршим экзархатом Африки с выражением благодарности за понесённые труды и с сохранением за ним временного управления Ереванско-Армянской епархией.
27 декабря 2023 года решением Священного Синода РПЦ освобождён от временного управления Ереванско-Армянской епархией и почислен на покой.

## Взгляды
Андрей Кураев охарактеризовал митрополита Леонида как «всецело карьерно ориентированного хищника».
В 2022 году поддержал вторжение России на Украину, заявил в отношении руководства Украины «Разговаривать там не с кем. Нацистское отребье, захватившее власть… Они (укрофашисты) все убегут и найдут пристанище за океаном… Остальных ждет совсем незавидная участь». Призывал к убийству всего руководства Украины: «Если террором занимаются на государственном уровне, значит, все, кто причастен к принятию решений, должны быть устранены». Написал несколько сатирических стихов на противников нападения на Украину, в том числе посвящённые актёру Дмитрию Назарову, библеисту Андрею Десницкому в связи с его выступлением в антивоенном сообществе, а незадолго до своего вынужденного ухода на покой написал прошение на имя патриарха, где просил лишить сана архимандрита Кирилла (Говоруна).

## Санкции
23 января 2023 года, после российского нападения на Украину, был внесён в санкционный список Украины за «пропаганду и поддержку войны против Украины».

## Награды
Церковные
- Орден Святого благоверного князя Даниила Московского III степени (11 апреля 2010)[9]
- Орден Преподобного Нестора Летописца (УПЦ МП, 2007)
- Орден Святого Саввы Освященного (Александрийская православная церковь, 2010)
- Грамота патриарха Московского и всея Руси (2006 год)
- Орден Апостола Марка (Александрийская православная церковь, 2013)[47]
- Медаль Ставропольской и Невинномысской епархии «Ставропольский Крест» (13 мая 2017)
- Орден Преподобного Серафима Саровского III степени (9 октября 2018 года)[48]
- Орден Преподобного Сергия Радонежского III степени (27 сентября 2021 года)[49]
- Орден Святителя Иннокентия Московского III степени (18 июля 2023 года)[50]

Светские
- Медаль «За служение миру» Североатлантического альянса, 1998 год
- Медаль "«В ознаменование 10-летия Победы в Отечественной войне народа Южной Осетии» (21 августа 2018 года, Южная Осетия) — за вклад в развитие и укрепление дружественных отношений между народами и в связи с празднованием 10-й годовщины признания Российской Федерацией Республики Южная Осетия в качестве суверенного и независимого государства[51]
- Благодарственное письмо Президента Российской Федерации за значительный вклад в подготовку и проведение второго саммита, Экономического и гуманитарного форума Россия-Африка (27-28 июля 2023 г., г. Санкт-Петербург)[52]